# Monti Vepor
I Monti Vepor (in slovacco Veporské vrchy) sono un massiccio montuoso della Slovacchia.
Appartengono ai Carpazi.

## Classificazione
I Monti Vepor hanno la seguente classificazione:
- catena montuosa = Carpazi
- provincia geologica = Carpazi Occidentali
- sottoprovincia = Carpazi Occidentali Interni
- area = Monti Metalliferi Slovacchi
- gruppo = Monti Vepor.